# Brungumpad minivett
Brungumpad minivett (Pericrocotus cantonensis) är en asiatisk tätting i familjen gråfåglar som är endemisk för Kina.

## Utseende och läte
Brungumpad minivett är en liten (19 cm) minivet i svart, vitt och grått med tydligt vit panna. Jämfört med liknande grå minivett (Pericrocotus divaricatus) har den beigefärgad övergump, grå nacke och vanligtvis tydligare vitt vingband. Honan liknar hanen men är brunare och vingfläcken saknas ibland. Lätena påminner om grå minivetts läten.

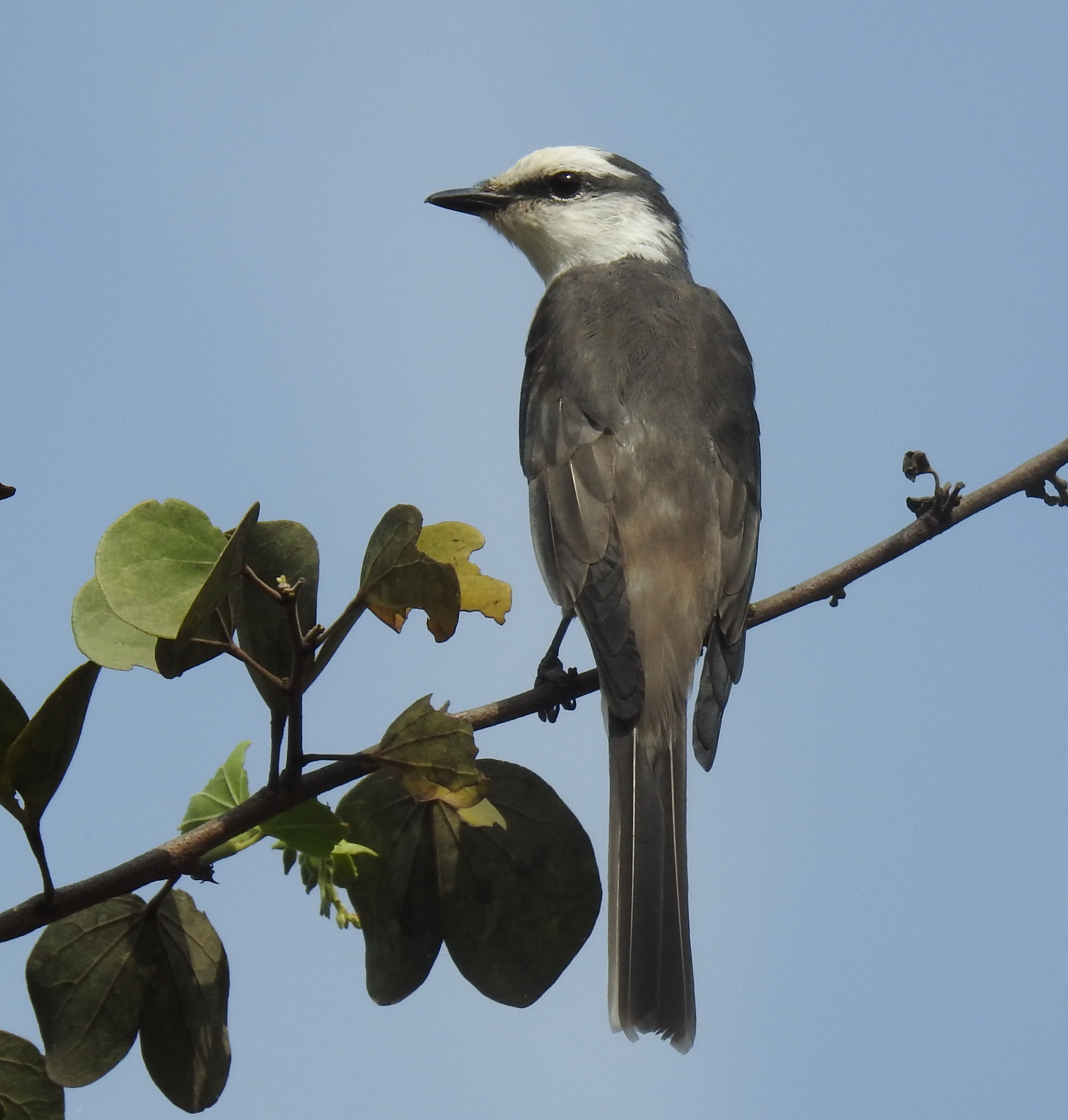

## Utbredning
Brungumpad minivett häckar i centrala, södra och sydöstra Kina från sydöstra Gansu och södra Shaanxi österut till södra Guizhou, Guangdong och Fujian. Vintertid flyttar den till södra Kina (Yunnan), södra Myanmar (Tenasserim), Thailand (söderut till Trang, inklusive Phuket), Laos, Kambodja och Vietnam. Tillfälligt har den påträffats i Indien.

## Systematik
Arten behandlas tidvis som underart till rosenminivett (Pericrocotus roseus), huvudsakligen på grund av att dessa hybridiserar i södra Guangdong i Kina. Där finns nu en liten och möjligen stabil hybridpopulation. De hybridiserar dock inte på andra ställen där deras utbredningsområden möts. Den behandlas som monotypisk, det vill säga att den inte delas in i några underarter.

## Status och hot
Arten har ett stort utbredningsområde och en stor population, men tros minska i antal till följd av habitatförstörelse, dock inte tillräckligt kraftigt för att den ska betraktas som hotad. Internationella naturvårdsunionen IUCN kategoriserar därför arten som livskraftig (LC). Världspopulationen har inte uppskattats men den beskrivs som lokalt vanlig i Kina, lokalt vanlig till sparsam i Kina och ovanlig i Indokina.

## Levnadssätt
Fågeln bebor löv- och barrskog upp till 1500 meters höjd. Vintertid formar den stora flockar. Födan är inte dokumenterad, men tros likna rosenminivetten. Den födosöker i trädtaket. Även häckningsbiologin är okänd.

## Namn
På svenska har den tidigare kallats kantonminivett.